# 忍者に結婚は難しい
『忍者に結婚は難しい』（にんじゃにけっこんはむずかしい）は、横関大による日本の小説。2022年6月1日に講談社より刊行された。
互いの素性を知らず結ばれた敵対関係にある忍者の裏の顔を持つ夫婦が、お互いの正体がバレないよう秘密を抱えながら送る生活の中で巻き起こるドタバタを描いた忍者ラブコメディー。
2023年1月期にテレビドラマ化された。

## 登場人物
草刈蛍（くさかり ほたる）
主人公。薬局で働く薬剤師。甲賀忍者の末裔。
草刈悟郎（くさかり ごろう）
蛍の夫。郵便局の配達員。伊賀忍者の末裔。

## 書誌情報
横関大『忍者に結婚は難しい』
- 単行本：2022年6月1日発売、講談社、ISBN 978-4-06-527602-0
- 文庫本：2024年7月12日発売、講談社文庫、ISBN 978-4-06-535694-4

## テレビドラマ
2023年1月5日から3月16日まで、フジテレビ系「木曜劇場」枠にて放送された。主演は菜々緒。
第1話にゲスト出演した広瀬アリスを皮切りに、各話に「山田姓の甲賀忍者（諜報部員）」役でスペシャルゲストが登場する。

### あらすじ（テレビドラマ）
甲賀の家に生まれた蛍は伊賀の男と結婚することは許されない。一方、伊賀の家に生まれた悟郎は甲賀の女と結婚することは許されない。蛍と悟郎はお互い普通の人と結婚したつもりだった。

#### 第1話
結婚して2年半、甲賀忍者で薬剤師の草刈蛍と伊賀忍者で郵便局員の草刈悟郎は朝から相手に自分が忍者であることがばれないように気を使いながらトレーニングに励んでいる。しかし、一緒に朝食を食べながらも、トイレの使い方などで口論が絶えない。そんなある日、蛍に伊賀一族出身の与党民事党国会議員・赤巻章介の身辺調査の指令が下る。甲賀の動きを察知した伊賀では、悟郎が属するチームに赤巻の身辺警護の指令が下るが、赤巻は何者かに殺害される。

### キャスト

#### 主要人物
草刈蛍（くさかり ほたる）
演 - 菜々緒（幼少期：前田織音）
主人公。1991年12月28日生まれ。「日本調剤 檸檬薬局」で働く薬剤師。甲賀忍者の末裔。司馬遼太郎の小説のファン。
家族は父親と姉、妹がいるが、夫には天涯孤独ということにしている。
草刈悟郎（くさかり ごろう）
演 - 鈴木伸之（15歳時：内藤心希）
蛍の夫。「日本総合郵便・世田谷中央郵便局」の配達員。伊賀忍者の末裔。
夫妻の共通の趣味はキャンプで、其々がソロキャンプに出たときに出会っている。

#### 甲賀一族
月乃雀（つきの すずめ）
演 - 山本舞香（1歳：吉田栞菜）
楓と蛍の妹で月乃家の末娘。薬学部に通う大学生。忍者ライバー「しのびぃ」としてライブ動画配信で稼ぐインフルエンサー。
悟郎を普通の人だと思っており、彼と結婚した蛍を羨ましく思っている。
月乃楓（つきの かえで）
演 - ともさかりえ（25年前：希咲うみ）
蛍と雀の姉で月乃家の長女。競馬の人気ジョッキー。
蜂の毒でアナフィラキシーショックを起こし意識不明となるが、意識を取り戻す。
25年前、伊賀忍者の斉藤に毒を盛られ瀕死状態となるが、父・竜兵の「生延の術」で命を救われている。
蛍を思うが故に事あるごとに離婚を勧めているが、最終的には悟郎を認める。
月乃竜兵（つきの りゅうへい）
演 - 古田新太（25年前：神田聖司）
蛍・雀・楓の父。中野のアパート「ひかげ荘」で独り暮らし。飲み屋のツケ、アパートの家賃などを娘たち（主に楓と蛍）に払ってもらっている。
蛍に請われ、秘術「生延の術」の書物を授ける。

#### 伊賀一族
音無祐樹（おとなし ゆうき）
演 - 勝地涼（15歳時：森本陸斗）
悟郎の幼馴染で親友。郵便局での同僚。エリート忍者の上忍。
蛍の調査で薬物密売時の隠し撮り映像から、違法薬物の売買に関わっていたことが判明するが、赤巻から実家の話を持ち出され、一度だけ違法薬物の売買を代行しただけで、彼の殺害には関わっていないと悟郎に打ち明ける。
最終回で蛍と悟朗が風富家の別荘に乗り込んできた際には、2人と敵対する姿勢を見せていたが、総帥の城水が蛍の母・雪子を殺害した犯人であることを知り、また城水が自ら赤巻議員殺害を命じていた小夜に対する身勝手な言動を目の当たりにしたことで「仲間を散々コケにされては黙っていられない」として城水に反旗を翻し、蛍と悟朗に加勢した。
風富一族が伊賀忍者から追放され2年後、郵便局の局長に就任している。
風富小夜（かぜとみ さよ）
演 - 吉谷彩子
悟郎の幼馴染。外資系保険会社の外交員。エリート忍者の上忍。
赤巻議員殺害時に記録された長身の女性が蛍で、豊松議員爆殺を阻止したウェイターが変装した雀であることを突き止める。
古風で男尊女卑の根強い伊賀一族に嫌気がさしており、悟郎と結婚すればそんな伊賀一族を変えられる気がすると、蛍と別れて自分と結婚するよう告げる。
甲賀忍者の蛍と繋がりを持つ悟郎に危害を加えないことを交換条件に、伊賀忍者の仕事である豊松豊前の暗殺を蛍に依頼する。
上草村に核廃棄物の処理施設を秘密裏に作ろうとしていたことで父・城一郎を恐喝していた赤巻を暗殺した真犯人であった。
これらの行動は、総帥である城水の「伊賀の跡取りとして力を貸してほしい」という言葉を信じてのものであったが、最終回で城水本人から、その言葉が自身を都合の良いように動かすために付いた嘘であることや、「女性が伊賀の総帥になることはあり得ない」という言葉を告げられ愕然とする。
その後、痴情のもつれで赤巻議員を殺害したと自首して逮捕され、核廃棄物の処理施設建設の話や伊賀忍者の秘密を守り抜く。

音無恵美（おとなし めぐみ）
演 - 筧美和子
祐樹の妻で専業主婦。彼女も伊賀一族の血筋だが、跡取りではなかった為に忍者としての修行はしていない。風富一族が伊賀忍者から追放され2年後、祐樹との子供を妊娠している。
音無杏（おとなし あんず）
演 - 河野彩吹
祐樹と恵美の娘。自分が伊賀一族の血筋という認識はないが、忍者に憧れ語尾に「ござる」とつけて古風なしゃべり方をする。
草刈夫妻によく懐いている。
熊沢治
演 - 六角慎司
郵便局局長、伊賀忍者、両方で悟郎の上司。
山本孝彦
演 - 米村拓彰
悟郎の同僚の伊賀忍者。
前川守
演 - 結城あすま
悟郎の同僚の伊賀忍者。
中井良太
演 - 豊田豪
悟郎の同僚の伊賀忍者。
松下昇
演 - 小須田康人
伊賀グループの本部長。
風富城水（かぜとみ じょうすい） / 斉藤靖彦（さいとう やすひこ）
演 - 市村正親 （25年前：山本修夢〈第5話〉）
小夜の祖父。一族の総帥。
その正体は25年前の民事党 党首・大塚の第一秘書を務めていた斉藤靖彦であり、竜兵の諜報活動で大塚の贈収賄が世間にバラされると、党首の罪を被り逮捕される。
逮捕から半年後に報復のため竜兵が不在だった月乃家を襲撃し、竜兵の妻・雪子を毒殺、それ以降行方を眩ましていたが、右の手のひらに大きな傷跡があることが竜兵に確認されており、その傷が切っ掛けで正体を突き止められる。
息子の城一郎を「民事党」総裁、最終的には総理大臣にすべく蛍に「生延の術」を使い癌から救うよう呼び掛けるが、小夜が悟郎を毒の塗られた手裏剣で強襲し瀕死の重傷を負わせ、蛍が5日前に悟郎を救うために一生に一度しか救えないその術を使ったため、目論見が失敗に終わる。
小夜が父を守るために身内の伊賀一族である赤巻を暗殺したことで伊賀忍者から追放され、消息不明となる。
風富城一郎(かぜとみ　じょういちろう)
演 - 河野達郎
小夜の父。城水の息子。与党「民事党」の衆議院議員・環境副大臣。次期総裁候補。伊賀一族出身の総理大臣となることを期待されている。
しかし、肺腺癌で医師から余命3か月を宣告されており、父・城水により蛍の「生延の術」での延命が画策されたが、計画が頓挫し息を引き取る。

#### その他
宇良豹馬（うら ひょうま）
演 - 藤原大祐（幼少期：舩附藍丈）
大学4年生。悟郎の働く郵便局にインターン生としてやってくる。
忍者居酒屋「NIN NIN」でアルバイトをする忍者マニアで、雀の動画配信に投げ銭でオンライン送金している。
郵便局内での伊賀忍者の秘密の伝令の合図や、雀の変装にそれとなく気付くなど、勘の鋭いところがある。また、相手の懐に入ることに長けている。
実は本部と別行動する伊賀忍者だが、伊賀・甲賀の確執には無頓着で、赤巻議員殺害犯を見つけ出すために伊賀忍者たちに追われていた蛍を助けだし、彼女にタッグを組もうと申し出る。
「しのびぃ」推しだが、その正体が雀と本人が匂わせたこともあり、ようやく気づく。
宮川智代
演 - 山野海
蛍が働く薬局の主任薬剤師。実は旧姓：山田で正体は甲賀忍者であり、離婚して山田に戻ると、最終話で蛍と悟郎を伊賀忍者の追手から救っている。

#### ゲスト

##### 第1話
赤巻章介
演 - 信太昌之（第2話・第9話）
「民事党」の国会議員。伊賀一族出身。違法薬物使用疑惑があり、蛍は証拠を掴むよう命じられ、悟郎は周辺警護を命じられる。
自宅の地下室で悟郎たち伊賀忍者の警護をかいくぐって侵入した何者かに毒殺される。
生前、「G1で勝てる馬が欲しい」と各地の牧場を訪問しており、競走馬を購入するため上草村のレジャー施設の下に放射性廃棄物の処分場を作ろうとしていた風富城一郎を脅して金を要求し、未来党の党首・豊松にその情報を3千万円で売っていたことが判明する。
山田澪（やまだ みお）
演 - 広瀬アリス
甲賀系の諜報部員。蛍の働く薬局に処方箋の薬を受け取る客として現れ、赤巻議員の違法薬物使用の証拠を掴む指令を伝達する。
忍者居酒屋「NIN NIN」の店員
演 - 八百谷直斗（第2話・第4話 - 第7話・最終話）、鈴木恒守（第2話・第4話 - 第7話・最終話）

##### 第2話
山田健作（やまだ けんさく）
演 - 遠藤憲一
甲賀忍者の諜報部員。キッチンカーの店員。お弁当を買いに来た蛍に、伊賀忍者が仕掛ける世田谷ガーデンプレイスのイベント会場で起こす爆弾テロを阻止する指令を伝達する。
医師
演 - 税所伊久磨
伊賀系の医師。赤巻章介は注射で毒物を注入された可能性があると指摘する。
住民
演 - 今井あずさ、高桑満
赤巻章介の近所の岡本地区の住民。悟郎と豹馬に誤配のお詫びを装った聞き込みをされる。

##### 第3話
山田和樹（やまだ かずき）
演 - 板垣李光人
甲賀忍者の諜報部員。フードデリバリー「UMA EAT」の宅配員。竜兵の住む「ひかげ荘」を訪れていた蛍に、メニュー表に仕込んだQRコードで爆弾の制作者「カルロス」の居場所を伝える。
カルロス
演 - 望月ムサシ（第4話写真出演）
時限爆弾の制作者。山田の情報でアジトを突き止めた蛍に襲われ、時限爆弾を議員が挨拶するステージにセットしたと白状する。
豊松豊前（とよまつ ぶぜん）
演 - 村上新悟（第9話・第10話）
「未来党」の党首。甲賀忍者を呼び出すフェイクではなく、伊賀忍者から時限爆弾で挨拶中に命を狙われていたが、蛍が前日に起爆装置を解除し難を逃れる。
作戦変更で記念写真を撮影する際にカルロスが秘密にしていた別の爆弾で再び命を狙われるが、雀が爆弾を発見し投棄したことで爆発に巻き込まれず一命を取り留める。
伊賀忍者から暗殺を依頼された蛍にシンポジウム会場から拉致され、ハブ毒を注射したので血清を打たなければ死んでしまうと脅されると、赤巻議員と上草村で密会し、「民事党」のある議員がレジャー施設の下に放射性廃棄物の処理場を作ろうとしている情報を3千万円で買わされたと打ち明ける。
風富城水が追放され2年後、党首選に敗れている。
山本の妻、前川の妻
演 - 岩井七世、森林永理奈
「世田谷チャリティーフェスタ」で豊松豊前の警備にあたる伊賀忍者の夫たちに同伴する。

##### 第4話
山田敦史（やまだ あつし）
演 - くっきー!
甲賀忍者の諜報部員。ガスメーター計測員。「ひかげ荘」を訪れ、竜兵と雀に爆弾テロの実行犯（カルロス）の写真を見せる。
女性
演 - 椿原愛（第3話）
「世田谷チャリティーフェスタ」の会場警備にあたっていた音無と、爆弾の爆発直前に豊松豊前が演説するステージ前で接触した女性。
「あっ…すてきな方」と言われ、でれっとした姿の残る防犯カメラの映像を本部に提出したくない音無は、そのデータを持ったまま姿を消した。
アナウンサー
声 - 木村史明（第2話・第5話・第6話）
「世田谷チャリティーフェスタ」の爆弾事件を伝えるNJTのニュースアナ。

##### 第5話
山田（やまだ）
演 - 片寄涼太（GENERATIONS）
甲賀忍者の諜報部員。「山田精肉店」の店員。夕食の唐揚げ用に鶏肉を買いに来た蛍に任務の封筒を渡す。
医師
演 - 酒井康行
九州の厩舎で倒れた楓が、蜂の毒によるアナフィラキシーショックで意識を失っていると診断する。
山田卓郎
演 - もりたかお
25年前の甲賀忍者の諜報部員。SSF生命保険の外交員。保険の勧誘を装い、竜兵に甲賀と敵対する当時の与党である民事党の党首・大塚の贈収賄の証拠を突き止める任務を伝える。
月乃雪子
演 - 理絵
竜兵の妻で、楓・蛍・雀の母。25年前、斉藤に毒を盛られるが、同じく毒を盛られた娘の楓に一生で一人にしか使えない秘術「生延の術」で命を救うよう竜兵に頼み、息を引き取る。
コータ
演 - 夏生大湖（第6話）
「NIN NIN」の店員。
医師
演 - 桐山浩一（第10話）
風富城一郎の主治医。城一郎が肺腺癌で余命3か月であることを城水に告げる。

##### 第6話
山田（やまだ）
演 - 斉藤由貴
甲賀忍者の諜報部員。家事代行サービス「マウンテンフィールド」のスタッフ。「ひかげ荘」を「こーんにーちはー!」と元気よく訪れ、新サービスの紹介と称し、竜兵に「世田谷中央郵便局」の伊賀忍者の調査報告を行う。
田上信司
演 - 諌山幸治
「シラトリ急便」の配達員。蛍と悟郎が格闘中、石川県産天然ガニを配達に現れる。

##### 第7話
山田清一（やまだ せいいち）
演 - 船越英一郎
甲賀忍者の諜報部員。会社員。ランチ時に公園のベンチでイングリッシュブレックファーストラテを飲む蛍の横に座り、蛍から「赤巻議員の殺害事件調査依頼」を受け取り、「敵はいつも見ている」と言い残しその場を立ち去る。
Shuriken
演 - 松本城太郎
雀に付きまとうストーカー。雀と同じ大学に通う学生で、彼女の声を聴いて雀が「しのびぃ」であると気付く。雀が動画配信で他の男性に愛嬌を振りまくことに嫉妬して付きまとうようになり、shuriken_2031のアカウント名でSNSに個人情報を書き込み、ついにはエスカレートして彼女のカバンにGPSを忍ばせる。しかし「しのびぃ」推しの宇良が執念で正体を突き止めたのを切っ掛けに、悟郎から情報を伝えられた蛍に撃退され、警察に逮捕される。
制服警官
演 - 小早川真由
ストーカーが確保された後の雀に付き添う。

##### 第8話
山田藍花（やまだ あいか）
演 - 上白石萌音
甲賀忍者の諜報部員。心和製薬の営業。蛍の薬局にハーブティーを扱ってもらう商談を装い現れ、QRコードに忍ばせ違法薬物の売人の拠点を蛍に連絡する。
悟郎の母
演 - 南風佳子
悟郎との電話で、夫（悟郎の父）が現役を引退し、ピリピリしたところが無くなって畑仕事に精を出していると伝える。
蛍との帰省を楽しみにしていることも悟郎に告げる(蛍の正体は知らない)。
違法薬物の売人
演 - 越村友一（第9話）、坂本和基（第9話）、塚田知紀（第9話）
山田からの情報を基に違法薬物の密売拠点に現れた蛍に襲撃され、1年ほど前から赤巻が顧客で、手下の男が薬物を買っていたと認める。

##### 第9話
山田（やまだ）
演 - 瀧本美織
甲賀忍者の諜報部員。「山田クリーニング」の訪問員。赤巻議員の運転手の情報を密かに伝える。
百地創人（ももち はじめ）
演 - 石井一彰
伊賀一族の衆議員議員。赤巻議員殺害の犯人を探す伊賀忍者・伊藤に扮した蛍と宇良に、赤巻議員と個人的な付き合いはないが、彼が金に汚く、仮想通貨で大損したので次の選挙には出馬しないという噂話を耳にしていたと告げる。
大原聖人
演 - 岡安泰樹
赤巻議員の元秘書。赤巻は環境問題に尽力していたが、綺麗ごとの通用しない政治の世界で人が変わったと教え、運転手をしていた男が、彼に詳しいと教える。
浅川啓吾（あさがわ けいご）
演 - 宮下雄也
赤巻議員の公用車の元運転手。赤巻から私用の運転も頼まれ、群馬県の上草村に輸送していたことを、刑事に扮装した蛍と宇良に明かす。
一度だけ、豊松豊前と赤巻が上草村で会っていたと証言する。
伊賀忍者
演 - 天地満 / 千秋満
服部ビルに現れた蛍を追跡する伊賀忍者。

##### 第10話
山田伸彦（やまだ のぶひこ）
演 - 松下洸平
甲賀忍者の諜報部員。探偵事務所「上水流エージェンシー」の調査員。「お探しの猫をつれて来ました」と「ひかげ荘」に現れ、伊賀が月乃家の跡継ぎである蛍を探しており、抜刀許可が下りていると竜兵に伝える。
上草村の村民
演 - 持田将史、岡田謙
動画配信者に扮した蛍と悟郎に、風富城一郎が上草村にやって来たと教える。

##### 最終話
山田みち（やまだ みち）
演 - 奈緒
甲賀忍者の諜報部員。郵便配達員。「速達にハンコを押したいか?」と「ひかげ荘」に現れ、長野県の風富家の別荘に行くよう蛍たちに指示を出す。
宇良真紀子（うら まきこ）
演 - シルビア・グラブ
豹馬の母親。風富城水が追放され2年後、彼に代わる伊賀忍者の新たな総帥に就任し、上忍・中忍・下忍の階級制度を撤廃する。

### スタッフ
- 原作 - 横関大『忍者に結婚は難しい』（講談社刊）
- 脚本 - 松田裕子[2]
- 音楽 - ワンミュージック[59]
- 主題歌 - aiko「あかときリロード」（ポニーキャニオン）[60]
- 挿入歌 - 鈴木伸之「Ambivalence」（Sony Music Labels）[61]
- タイトルバック / CG - 豊直康
- 画面制作 - 本田貴雄
- エンディングイラスト - ますだみく
- メイキング - 須貝暢夫
- 忍者監修 - 山田雄司[62]
- アクションコーディネート - おぐらとしひろ、ジャパンアクションエンタープライズ
- ダンス監修 - expg MASAYA
- 振付師 - タイガ[24]
- エンディングイラスト - ますだみく[63]
- 演出 - 土方政人、木下高男、小林義則、北坊信一[42]
- プロデュース - 貸川聡子[2]
- 編成企画 - 髙木由佳（フジテレビ）[2]
- 制作著作 - フジテレビ

### 放送日程
| 各話                                                                        | 放送日  | サブタイトル                                 | 演出     | 視聴率 |
| --------------------------------------------------------------------------- | ------- | -------------------------------------------- | -------- | ------ |
| 第1話                                                                       | 1月05日 | 忍者夫婦ラブコメディー!離婚危機と秘密任務    | 土方政人 | 7.0%   |
| 第2話                                                                       | 1月12日 | 妻の離婚宣告に夫の答えは?夫婦に新たな任務が  | 土方政人 | 5.8%   |
| 第3話                                                                       | 1月19日 | 離婚する夫婦に爆弾テロ阻止指令の罠が!?       | 木下高男 | 6.2%   |
| 第4話                                                                       | 1月26日 | 親友が裏切り者に!?離婚は一時休戦!            | 木下高男 | 6.0%   |
| 第5話                                                                       | 2月02日 | 妻は甲賀で殺人犯!?父が抱える家族の秘密とは   | 小林義則 | 5.9%   |
| 第6話                                                                       | 2月09日 | お互いの正体がバレた!一族をかけたバトル開幕! | 土方政人 | 5.0%   |
| 第7話                                                                       | 2月16日 | 絆を深めた夫婦に忍び寄る伊賀!妹が危ない!     | 木下高男 | 5.1%   |
| 第8話                                                                       | 2月23日 | 蛍逃げろ!君を必ず守る!妻のため奔走する夫!    | 小林義則 | 5.6%   |
| 第9話                                                                       | 3月02日 | 夫から妻へ切なすぎるキスと抱擁!その訳は?     | 北坊信一 | 4.8%   |
| 第10話                                                                      | 3月09日 | 蛍が殺人任務!夫は止められる?三姉妹侵入作戦   | 木下高男 | 3.5%   |
| 最終話                                                                      | 3月16日 | 最終決戦!忍者夫婦の愛の行方は?真犯人とは?    | 土方政人 | 2.8%   |
| 平均視聴率 5.2%（視聴率はビデオリサーチ調べ、関東地区・世帯・リアルタイム） |         |                                              |          |        |

- 初回は22時 - 23時9分の15分拡大放送[66]。

| フジテレビ系 木曜劇場               | フジテレビ系 木曜劇場                         | フジテレビ系 木曜劇場                                |
| 前番組                              | 番組名                                        | 次番組                                               |
| ----------------------------------- | --------------------------------------------- | ---------------------------------------------------- |
| silent （2022年10月6日 - 12月22日） | 忍者に結婚は難しい （2023年1月5日 - 3月16日） | あなたがしてくれなくても （2023年4月13日 - 6月22日） |